# Prioniturus platenae
Prioniturus platenae là một loài vẹt trong họ Psittacidae.